# Аеропоніка
Аеропоніка (др.-грец. ἀήρ «повітря» + πόνος «праця») — процес вирощування рослин у повітряному середовищі без використання ґрунту, при якому поживні речовини до коренів рослин доставляються у вигляді аерозолю. На відміну від гідропоніки, яка використовує як субстрату вод, насичену необхідними мінералами та поживними речовинами для підтримки росту рослин, аеропонний спосіб вирощування рослин не передбачає використання ґрунтового субстрату.

## Методика
Основний принцип аеропонного вирощування рослин — це розпилення аерозолем у закритих або напівзакритих середовищах живильного, багатого на мінеральні речовини, водного розчину. Сама рослина закріплюється опорною системою, а коріння просто висить у повітрі, зрошуване поживним розчином. Суміш подається до коріння безперервно або через короткі проміжки часу так, щоб коріння не встигало висохнути. Листя та стовбур рослини ізольовані від зони розпилення. При такому підході середовище залишається вільним від шкідників і хвороб, пов'язаних із ґрунтом, а значить рослини можуть рости здоровими та швидше, ніж рослини, вирощені у ґрунті. Використання аеропоніки дозволяє створювати повністю автоматичні системи вирощування рослин, які значно простіші за системи з використанням субстрату.

## Переваги підходу

#### Екологічні переваги
Аеропонне вирощування рослин вважається безпечним та екологічно чистим способом отримання природних, здорових рослин та сільськогосподарських культур. Також додатковими екологічними перевагами аеропоніки є економія води та енергії. У порівнянні зі звичайним вирощуванням рослин, аеропоніка передбачає більш низьке споживання води та витрат енергії на одиницю продукції.

#### Збільшення впливу повітря
Аеропоніка оптимізує великий доступ до повітря для успішнішого росту рослин на відміну від методів з використанням субстрату. Рослина в аеропонному апараті має 100% доступ до CO2, що сприяє прискореному зростанню рослини.

#### Культивування без хвороб
В аеропоніку можна обмежити передачу інфекції шляхом швидкої ізоляції зараженого місця. У випадку з ґрунтом, хвороба може поширитися по всьому живильному середовищу, заражаючи багато рослин.
Також аеропонічний метод вирощування автоматично позбавляє рослини від хвороб, які притаманні ґрунту, а також великої кількості шкідників, що живуть у землі.

#### Економічні переваги
Основна економічна перевага аеропоніки полягає в тому, що для її виробництва не потрібно землі, а як наслідок можливе створення багатоярусних теплиць для їжі. Такий підхід допоможе розв'язувати проблеми обмеженої кількості площі для культивування рослин, а також дозволить вирощувати їжу у пустелях, тундрі та інших непридатних для сільського господарства районах Землі.